# Даль, Карл
Нильс Карл Михаэль Флинт Даль (дат. Niels Carl Michaelius (Michael) Flindt Dahl, род. 24 марта 1812 г. Фоборг — ум. 7 апреля 1865 г. Фредериксберг) — датский художник-маринист времён золотого века Дании.

## Жизнь и творчество
В 1835 году К.Даль поступает в Королевскую датскую академию изящных искусств. Здесь он занимается исключительно морской тематикой в живописи под руководством профессора К. В. Эккерсберга. Молодой художник делает натурные этюды на морском побережье, пишет изображения фрегатов и других морских судов. После окончания академии К.Даль совершает учебную поездку в Италию и по Средиземноморью. Позднее он посещает Португалию (в 1840 году), Германию и Францию (в 1852 и 1855), Норвегию (в 1861 году), Великобританию и Фарерские острова (в 1862). Будучи страстным художником-маринистом, К.Даль становится уже в 1840-е годы одним из ближайших друзей Эккерсберга и помогает ему в дорисовке полотен в его мастерской. В 1849 году за картину «Корабли, проплывающие мимо Кронборга» (Skibe, der ere passerede Kronborg) живописец был удостоен премии Нёйхаузен.
Наиболее значительные полотна К.Даля хранятся в городском художественном музее Фредериксберга.

## Галерея

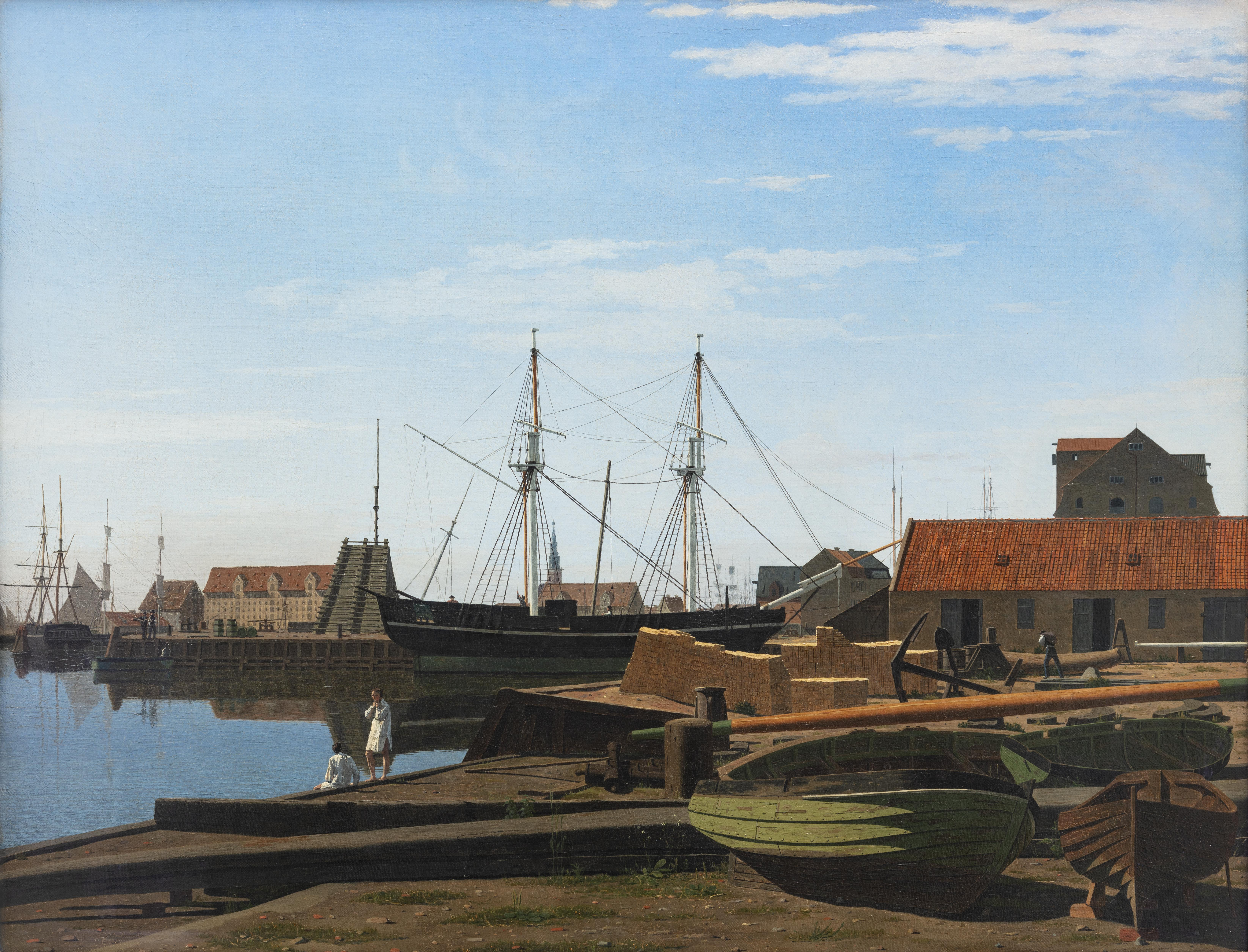
Панорама на площадь Ларсена близ копенгагенского порта (1840)
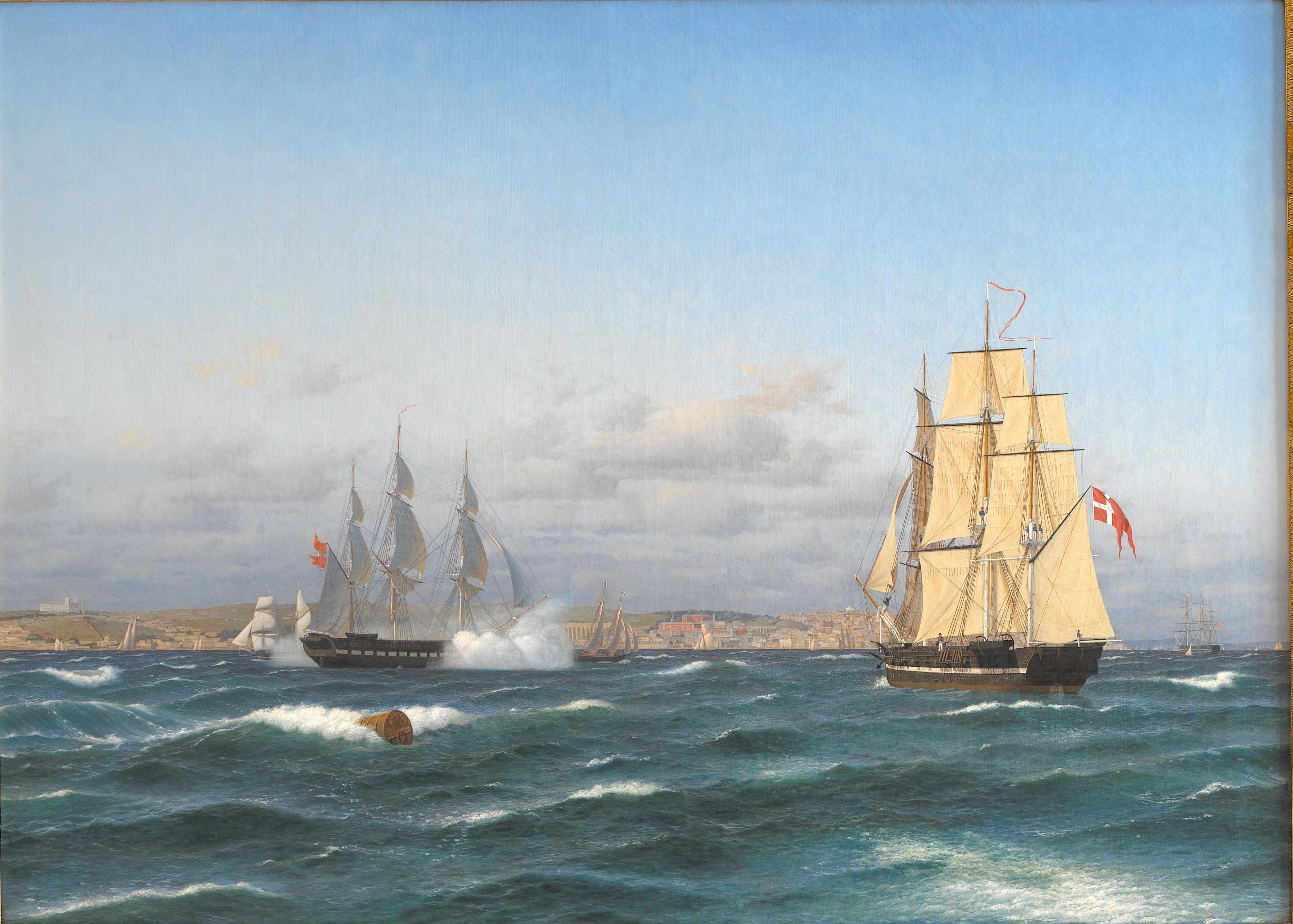
Лиссабонский рейд (1843)
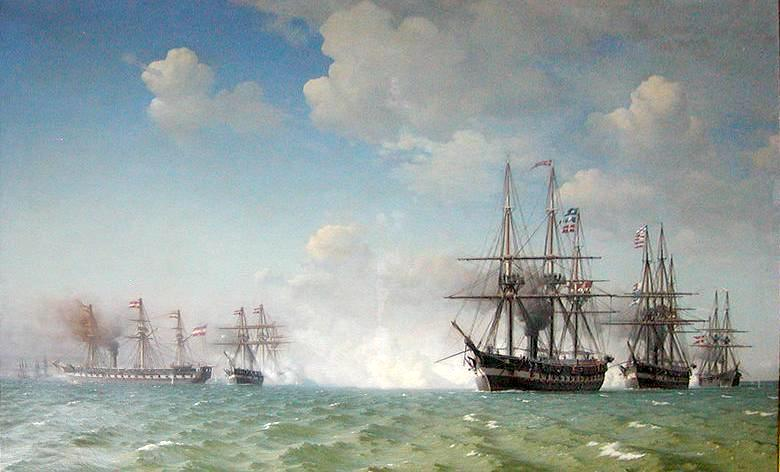
Сражение у острова Гельголанд (1864)
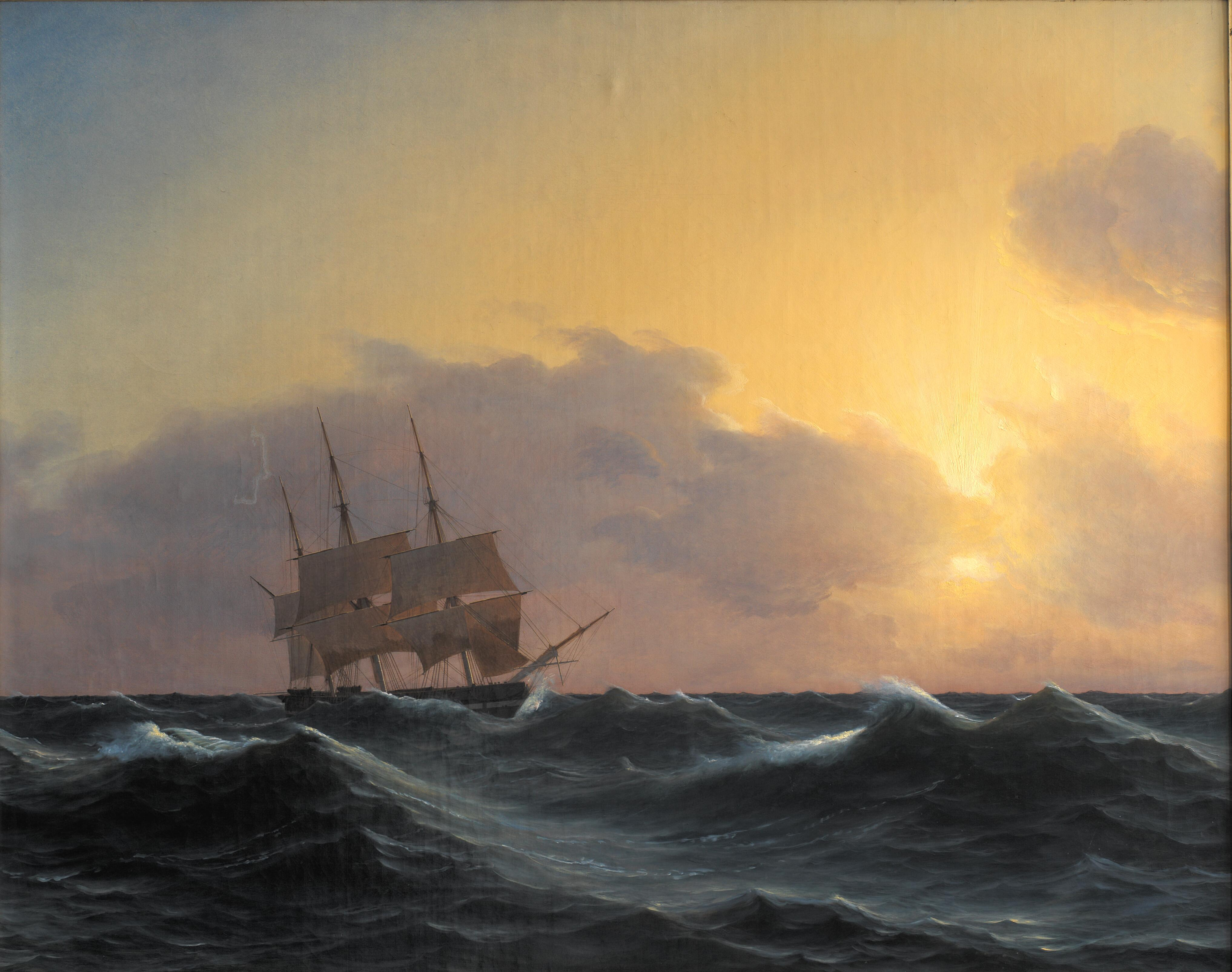
Фрегат во время шторма (1846)